# Раскољников из студентског сервиса
„Раскољников из студентског сервиса” је југословенски ТВ филм из 1984. године. Режирао га је Дејан Шорак који је написао и сценарио.

## Улоге
| Глумац            | Улога |
| ----------------- | ----- |
| Вицко Руић        |       |
| Фабијан Шоваговић |       |
| Рената Улмански   |       |
| Љубо Зечевић      |       |